# Den athanasianske trosbekendelse
Den athanasianske trosbekendelse (lat. Athanasium) eller 'Quicunque vult' (lat. "Hvem, der vil ...", skriftets indledningsord) er en tidlig kristen trosbekendelse, der traditionelt tillagdes kirkefaderen Athanasius, ærkebiskop af Alexandria i det 4. århundrede, omend der efterhånden er konsensus om, Athanasius ikke kan være forfatteren, og at skriftet må være endda noget senere.
Bekendelsen omtales først på et kirkemøde i 670. Den er tydeligvis skrevet imod arianismen og indeholder præciseringer af treenighedslæren og læren om inkarnationen.
Bekendelsen anerkendes som dogmatisk skrift af mange vestlige kirker, heriblandt den romersk-katolske kirke, den anglikanske kirke og de lutherske kirker (herunder Folkekirken); i østkirken og i de reformerte kirker bruges bekendelsen ikke.
Af de kirker, der bruger den, regnes bekendelsen gerne – sammen med den apostolske trosbekendelse og den nikæno-konstantinopolitanske trosbekendelse – til kategorien de tre oldkirkelige bekendelser.

## Ordlyd
Enhver som vil frelses, må frem for alt have den katolske tro.
Enhver som ikke bevarer den hel og uforfalsket, vil uden tvivl gå evig fortabt.
Men dette er den katolske tro, at vi ærer een Gud i en trehed og treheden i en enhed uden at sammenblande personerne eller adskille væsenet. Faderens person er nemlig en for sig, Sønnens en for sig, Helligåndens en for sig. Men Faderens Sønnens og Helligåndens guddom er een, deres herlighed er lige stor, deres majestæt lige evig. Som Faderen er, sådan er Sønnen og sådan er Helligånden. Faderen er uskabt, Sønnen er uskabt, Helligånden er uskabt. Faderen er umålelig, Sønnen er umålelig, Helligånden er umålelig. Faderen er evig, Sønnen er evig, Helligånden er evig. Og dog er der ikke tre, som er evige, men een som er evig, ligesom der ikke er tre, som er uskabte, eller tre, som er umålelige. I lige måde er Faderen almægtig, Sønnen almægtig, og Helligånden almægtig, og dog er der ikke tre som er almægtige, men een som er almægtig. På samme måde er Faderen Gud, Sønnen Gud og Helligånden Gud, og dog er der ikke tre guder, men een Gud. På samme måde er Faderen Herre, Sønnen Herre og Helligånden Herre, og dog er der ikke tre Herrer, men een Herre. For ligesom vi ifølge den kristelige sandhed nødes til at bekende hver enkelt person for sig som Gud og Herre, således forbyder den katolske tro os at tale om tre Guder eller tre Herrer. Faderen er ikke dannet eller skabt eller født af nogen. Sønnen er af Faderen alene, ikke dannet eller skabt, men født. Helligånden er af Faderen og Sønnen, ikke dannet eller skabt eller født, men udgår fra dem. Der er altså een Fader, ikke tre fædre, een Søn ikke tre Sønner, een Helligånd, ikke tre Helligånder. Og i denne trehed er intet tidligere eller senere, intet større eller mindre, men alle tre personer er indbyrdes lige evige og lige store, således at i alle ting både treheden, som allerede forhen er sagt, bør æres i enheden, og enheden i treheden.
Den, som altså vil frelses, må mene således om treenigheden.
Men det er nødvendigt for den evige frelse, at han også ærligt tror på vor Herre Jesu Kristi menneskevordelse.
Det er altså den rette tro, at vi tror og bekender, at vor Herre Jesus Kristus, Guds Søn, er Gud og menneske, Gud, født af Faderens væsen før tiderne, og menneske, født af moderens væsen i tiden, fuldkommen Gud, fuldkomment menneske, bestående af en fornuftig sjæl og menneskeligt kød, Faderen lig efter sin guddommelige natur, ringere end Faderen efter sin menneskelige. Endskønt han er Gud og menneske, er han dog ikke to, men een Kristus, een, ikke ved den guddommelige naturs forvandling til kød, men ved den menneskelige naturs indoptagelse i Gud, i det hele een, ikke ved væsenets sammenblanding, men ved personens enhed, for ligesom den fornuftige sjæl og kødet er eet menneske, således er Gud og menneske een Kristus, som led for vor frelse, nedfor til helvede, opstod på tredje dag fra de døde, opfor til himlene, sidder ved Gud Faders den almægtiges højre hånd, derfra han skal komme for at dømme levende og døde. Ved hans komme skal alle mennesker opstå med deres legemer, og de skal aflægge regnskab for deres gerninger, og de, som har gjort godt, skal gå ind i det evige liv, men de, som har gjort ondt, til den evige ild.
Dette er den katolske tro, og hvis nogen ikke tror den ærligt og fast, vil han ikke kunne blive frelst.